# Päljor Gyatso
Päljor Gyatso  (1526-1599) was een Tibetaans geestelijke.
Hij was de vijfentwintigste Ganden tripa vanaf 1582 en daarmee de hoofdabt van het klooster Ganden en hoogste geestelijke van de gelugtraditie in het Tibetaans boeddhisme. Zijn opvolger, Damchö Pälbar, trad aan in 1589.
Hij werd geboren in het adellijk geslacht Depa Gepa Kapa in Tolung Rampa in 1526. 
Päljor Gyatso legde de monnikeneed af tegenover de 21e Ganden tripa, Geleg Pälsang (1505-1567). Hij begon zijn kloosteropleiding op zeer jonge leeftijd en bestudeerde daarna de belangrijke onderdelen van het curriculum volgens de Gelug-traditie aan het Kyormolung-, het Rato- en het Gyuto- college. 
Enkele bekende leermeesters van hem waren de 15e Ganden tripa Pänchen Sönam Dragpa (1478-1554); Lhawang Päljor, leraar in de transmissielijn van de Abhidharmakośa; de 21e Ganden tripa Trichen Geleg Pälsang.
Päljor Gyatso diende als opleider het Rato-college en was lama bij het Gyuto-college. Daarna werd hij lama bij het Shartse-college van het Gandenklooster.
In 1582, op de leeftijd van 57 jaar, werd Päljor Gyatso de 25e troonhouder (hoofdabt) van Ganden en diende acht jaar, tot 1589. Tijdens zijn periode gaf hij onderricht in soetra en tantra en liet het onderkomen van de hoofdabt renoveren en nieuwe muurschilderingen aanbrengen. Päljor Gyatso woonde de jaarlijkse Monlam-gebedsfestivals in Lhasa regelmatig bij en leidde er sessies. Volgens bronnen was het Päljor Gyatso die aan de vierde Dalai lama de naam Yonten Gyatso gaf, waarschijnlijk na hem de kloostergelofte te hebben afgenomen.
Trichen Peljor Gyatso was 64 toen hij zich terugtrok als hoofdabt, waarna hij in Gyelkhangtse ging wonen. Ook reisde hij naar Mongolië om onderwijs te geven. 
Hij was een belangrijk leraar in de transmissielijn van Abhidharmakośa; tot zijn volgelingen behoren de 30e Ganden tripa, Lodrö Gyatso (1546-1618); Gomdewa Namkha Gyaltsen (1532-1592), die abt zou worden van het Gyuto-college; en Könchog Chöpel, de 35e Ganden tripa.   
Hij overleed in 1599 op de leeftijd van 74 jaar. Ter gedachtenis werd in het Gandenklooster een zilveren stoepa geplaatst.